# الجافلية
الجافلية هو حي يقع في إمارة دبي في الإمارات العربية المتحدة وبلغ عدد سكانها (26,199) نسمة في العام 2023 بكثافة سكانية تعادل (15,692) فرد/كم² بحسب بيانات مركز دبي للإحصاء. تقع الجافلية في بر دبي، قبل دوار مركز دبي التجاري العالمي بالقرب من حديقة زعبيل ومنطقة الكرامة، تحدها من الشمال منطقة السطوة ومن الجنوب المنخول ومن الغرب زعبيل ومن الشرق الحضيبة، وتقع بالقرب منها العديد من المعالم البارزة في مدينة دبي مثل برواز دبي وبرج خليفة ومول دبي ومسجد جميرا. وهي تتكون في المقام الأول من مناطق سكنية خاصة ولكنها تشمل أيضًا مبنى إدارة الجنسية والإقامة في دبي وفندق ريدجز بلازا ومركز الهنا سنتر للتسوق. وتضم أيضًا وزارة الداخلية، ويوجد بها محطة مترو لسكانها هي محطة مترو ماكس (الجافلية سابقاً).